# Русский Шебдас
Русский Шебдас — деревня в составе Красносельцовского сельского поселения Рузаевского района Республики Мордовия.

## География
Находится на расстоянии примерно 4 километров по прямой на юг от районного центра города Рузаевка.

## История
Известна с 1726 года. В 1869 году учтена как владельческое деревня Ардатовского уезда из 41 двора, название дано по местной речке. Альтернативное название Кошкарево.

## Население
Постоянное население составляло 73 человека (русские 97 %) в 2002 году, 70 в 2010 году.